# Storhätting
Storhätting (Conocybe intrusa) är en svampart som först beskrevs av Peck, och fick sitt nu gällande namn av Rolf Singer 1950. Storhätting ingår i släktet Conocybe och familjen Bolbitiaceae.  Arten är reproducerande i Sverige. Inga underarter finns listade i Catalogue of Life.